# Kossol Roads
Kossol Roads az Amerikai Egyesült Államok Haditengerészetének egyik fő horgonyzóhelye volt a második világháborúban a csendes-óceáni hadszíntéren.
A Palau-szigetcsoport északi csücskén található, nagyjából patkó alakú Kossol-korallzátony mindkét oldalán kiváló horgonyzóhelyek voltak. A szigetecskét a japánok birtokolták a háború kitörésekor. Légi fedezetét a közeli Peleliu-sziget repülőtere biztosította. Az amerikaiak 1944 szeptemberében támadták meg és foglalták el Kossolt. Szeptember 24-ére az aknaszedő hajók megtisztították a korallzátonyhoz közeli vizeket, és ezután a sziget fontos állomása lett a kiszolgáló csapatoknak, illetve tájékozódási pontként szolgált a konvojoknak.